# The Witcher 3: Wild Hunt
The Witcher 3: Wild Hunt (Pools: Wiedźmin 3: Dziki Gon) is een actierollenspel van het Poolse CD Projekt RED. 
De game is de derde in de The Witcher-serie, gebaseerd op boekenserie van Andrzej Sapkowski.
Op 13 oktober 2015 verscheen de uitbreiding Hearts of Stone en de tweede uitbreiding getiteld Blood and Wine  verscheen 31 mei 2016.

## Ontvangst
The Witcher 3 won eind 2015 de titel "Spel van het Jaar" tijdens The Game Awards.
| Geaggregeerde scores     |                 |                                      |
| Spel                     | Aggregeerder    | Score                                |
| The Witcher 3: Wild Hunt | GameRankings    | (pc) 92,21% (X1) 90,70% (PS4) 92,23% |
| The Witcher 3: Wild Hunt | Metacritic      | (pc) 93/100 (X1) 91/100 (PS4) 92/100 |
| Hearts of Stone          | GameRankings    | (pc) 88,50% (X1) 92,50% (PS4) 91,19% |
| Hearts of Stone          | Metacrtitic     | (pc) 89/100 (X1) 90/100 (PS4) 90/100 |
| Blood and Wine           | GameRankings    | (pc) 91,92% (X1) 95,00% (PS4) 91,50% |
| Blood and Wine           | Metacrtitic     | (pc) 91/100 (X1) 94/100 (PS4) 92/100 |
| Reviews scores           |                 |                                      |
| Spel                     | Uitgave         | Score                                |
| The Witcher 3: Wild Hunt | Power Unlimited | 88/100                               |
| The Witcher 3: Wild Hunt | Gamer.nl        | 9,5/10                               |
| The Witcher 3: Wild Hunt | FOK!            | 9,5/10                               |
| Hearts of Stone          | Power Unlimited | 86/100                               |
| Hearts of Stone          | Gamer.nl        | 8,5/10                               |
| Blood and Wine           | Power Unlimited | 89/100                               |
| Blood and Wine           | Gamer.nl        | 9,5/10                               |
| Blood and Wine           | FOK!            | 9,5/10                               |

## Verkoop
In juni 2015 werd bekend dat The Witcher 3 vier miljoen keer verkocht is. Op 30 juni van dat jaar werd bekend dat het spel in de eerste zes weken zes miljoen keer verkocht is. Per december 2019 was The Witcher 3 28 miljoen keer verkocht. Eind mei 2023 werd bekend dat de game tot dan toe 50 miljoen keer verkocht is.

## Productie
Het budget bedroeg 306 miljoen zloty, wat in 2015 gelijkstond aan ongeveer 73 miljoen euro.